# Luis Miguel Tour
Luis Miguel Tour è un tour di concerti effettuato da Luis Miguel per promuovere il suo album Luis Miguel. A tal fine ha cominciato a fare una conferenza stampa dalla "Sala Augusto" al Caesars Palace di Las Vegas il 13 settembre 2010

## Storia
Questo tour è iniziato a Las Vegas con quattro concerti come parte della celebrazione della proclamazione di indipendenza del Messico. Dopo una breve pausa va in Sud America, dove ha visitato il Perù, Cile, Argentina, Paraguay e Bolivia (questi ultimi due paesi non hanno visitato per 16 e 20 anni, rispettivamente).
Nel gennaio 2011, tornato al Stati Uniti per sei concerti, nelle seguenti città:. San Diego, Palm Springs, Los Angeles e San Jose
Da febbraio inizia la sua serie di concerti in Messico, conduce una ventina di concerti all'Auditorium Nazionale e quindi visitare città come Guadalajara, Monterrey, Puebla, Leon, San Luis Potosí, Torreon, Querétaro, Veracruz e Tuxtla. Poi arriva in America centrale: Guatemala, Honduras e El Salvador. Rientro in Messico per un totale di 41 concerti in quel paese.
Inizia maggio in Repubblica Dominicana e Porto Rico. Nel mese di maggio si apre un altro palco per concerti negli Stati Uniti e in Canada. Questa parte del tour lo porta a città come Miami, Orlando, Toronto, Chicago, Newark, Dallas, Tucson, El Paso, Albuquerque, Laredo, Hidalgo, San Antonio, Houston, Los Angeles, Fresno, Phoenix, e quindi chiudere in Chula Vista, San Bernardino e Las Vegas.
Nel febbraio 2012 inizia la celebrazione dei 30 anni di carriera con un concerto a Punta del Este, e quindi partecipare al "Festival di Viña del Mar" in Cile. Più tardi Luis Miguel apre il Mexico City Arena. Visita anche Tampico e Monterrey
A marzo torna in America centrale, in particolare Costa Rica e Panama. Torna in Sud America dove ha visitato paesi come il Venezuela, Ecuador e Brasile (quest'ultimo non visitato per 13 anni).
Nel mese di aprile arriva in Spagna per nove concerti, in città come Madrid, Barcellona, Siviglia, Malaga, Alicante, Palma, Caceres e Santiago de Compostela.
Dopo diversi mese di pausa, il tour torna a Fresno e poi partecipare al "Festival People en Español" di San Antonio. Visita varie città negli Stati Uniti e in Messico, come Ciudad Juarez, Tijuana, Mexicali, Irvine, Highland e Las Vegas.
Vola in Sud America per concerti in Argentina (Corrientes, Buenos Aires, Cordoba e Rosario) e Cile (Antofagasta, Santiago, Mostazal e Concepcion).
Nel 2013 va in Messico per fare 34 presentazioni in tutto il paese. Le città visitate sono state: Città del Messico, Pachuca, Aguascalientes, Guadalajara, Leon, Tampico, Monterrey, Tepic, Chihuahua, Hermosillo, Cualiacan, Acapulco e Puebla
In agosto 2013 partecipa al "North Sea Jazz Festival" di Curaçao. Nel settembre 2013 rende concerti negli Stati Uniti nelle seguenti città: El Paso, Las Vegas, Temecula, Tucson, Palm Springs, Reno, Bakersfield, Dallas e Austin
Nel mese di novembre, continua il suo tour in Repubblica Dominicana, Perù, Venezuela e ritorna a quattro città in Colombia dopo 9 anni (ha visitato il paese nel corso del 33 Tour nel 2004)

## Scaletta iniziale
1. In The Stone Intro
2. Te Propongo Esta Noche
3. Suave
4. Dame Tu Amor
5. Con Tus Besos
6. Speech/Tres Palabras
7. La Barca
8. Come Fly With Me
9. Medley: Entrégate / La Incondicional
10. Medley: Inolvidable / Besame Mucho / La Última Noche / Amor, Amor, Amor
11. Tú Sólo Tú
12. Te Necesito
13. Intro (Mariachi) Ay Jalisco No Te Rajes
14. Medley: Cielito Lindo / Que Bonita Es Mi Tierra / Viva México, Viva América
15. México En La Piel
16. Entrega Total
17. El Rey
18. Medley: Si Nos Dejan / Échame A Mí La Culpa / Sabes Una Cosa
19. Medley: Que Seas Felíz / Y / De Que Manera Te Olvido / La Bikina / El Viajero
20. Medley: Decídete / Muchachos de Hoy / Ahora Te Puedes Marchar / La Chica Del Bikini Azul / Isabel / Cuando Calienta El Sol
21. Medley: Vuelve / Eres / Como Es Posible Que A Mi Lado / Será Que No Me Amas / Te Propongo Esta Noche/ Te Propongo Esta Noche (Reprise)
22. Labios De Miel

## Date
| 15 settembre 2010 | Las Vegas               | Stati Uniti d'America | The Colosseum at Caesars Palace                        |
| 16 settembre 2010 | Las Vegas               | Stati Uniti d'America | The Colosseum at Caesars Palace                        |
| 17 settembre 2010 | Las Vegas               | Stati Uniti d'America | The Colosseum at Caesars Palace                        |
| 18 settembre 2010 | Las Vegas               | Stati Uniti d'America | The Colosseum at Caesars Palace                        |
| Seconda parte (2010) |                         |                       |                                                        |
| Sud America |                         |                       |                                                        |
| 4 novembre 2010 | Lima                    | Perù                  | Jockey Club del Perù                                   |
| 6 novembre 2010 | Asunción                | Paraguay              | Estadio Defensores del Chaco                           |
| 7 novembre 2010 | Corrientes              | Argentina             | Estadio Club Huracán                                   |
| 9 novembre 2010 | Córdoba                 | Argentina             | Orfeo Superdomo                                        |
| 10 novembre 2010 | Córdoba                 | Argentina             | Orfeo Superdomo                                        |
| 11 novembre 2010 | Rosario                 | Argentina             | Estadio Newell's Old Boys                              |
| 13 novembre 2010 | San Luis                | Argentina             | Estadio Juan Gilberto Funes                            |
| 17 novembre 2010 | Santiago del Cile       | Cile                  | Movistar Arena                                         |
| 18 novembre 2010 | Santiago del Cile       | Cile                  | Movistar Arena                                         |
| 19 novembre 2010 | Santiago del Cile       | Cile                  | Movistar Arena                                         |
| 20 novembre 2010 | Santiago del Cile       | Cile                  | Movistar Arena                                         |
| 23 novembre 2010 | Buenos Aires            | Argentina             | Pabellón Costa Salguero                                |
| 25 novembre 2010 | Buenos Aires            | Argentina             | Stadio Vélez Sarsfield                                 |
| 26 novembre 2010 | Buenos Aires            | Argentina             | Stadio Vélez Sarsfield                                 |
| 27 novembre 2010 | Buenos Aires            | Argentina             | Stadio Vélez Sarsfield                                 |
| 28 novembre 2010 | Buenos Aires            | Argentina             | Stadio Vélez Sarsfield                                 |
| 1 dicembre 2010 | Trelew                  | Argentina             | Estadio Cayetano Castro                                |
| 3 dicembre 2010 | Neuquén                 | Argentina             | Portal Patagonia                                       |
| 4 dicembre 2010 | Bahía Blanca            | Argentina             | Estadio Alejandro Pérez                                |
| 5 dicembre 2010 | Mar del Plata           | Argentina             | Polideportivo Islas Malvinas                           |
| 8 dicembre 2010 | Santa Cruz de la Sierra | Bolivia               | Estadio Ramón Tahuichi Aguilera                        |
| Terza parte (2011) |                         |                       |                                                        |
| Nord America |                         |                       |                                                        |
| 27 gennaio 2011 | San Diego               | Stati Uniti d'America | Viejas Arena                                           |
| 28 gennaio 2011 | Indio                   | Stati Uniti d'America | Fantasy Springs Resort Casino                          |
| 29 gennaio 2011 | Los Angeles             | Stati Uniti d'America | Gibson Amphitheatre                                    |
| 30 gennaio 2011 | San Jose                | Stati Uniti d'America | HP Pavilion                                            |
| 3 febbraio 2011 | Los Angeles             | Stati Uniti d'America | Gibson Amphitheatre                                    |
| 4 febbraio 2011 | Los Angeles             | Stati Uniti d'America | Gibson Amphitheatre                                    |
| 11 febbraio 2011 | Città del Messico       | Messico               | Auditorio Nacional                                     |
| 12 febbraio 2011 | Città del Messico       | Messico               | Auditorio Nacional                                     |
| 13 febbraio 2011 | Città del Messico       | Messico               | Auditorio Nacional                                     |
| 14 febbraio 2011 | Città del Messico       | Messico               | Auditorio Nacional                                     |
| 17 febbraio 2011 | Città del Messico       | Messico               | Auditorio Nacional                                     |
| 18 febbraio 2011 | Città del Messico       | Messico               | Auditorio Nacional                                     |
| 19 febbraio 2011 | Città del Messico       | Messico               | Auditorio Nacional                                     |
| 20 febbraio 2011 | Città del Messico       | Messico               | Auditorio Nacional                                     |
| 24 febbraio 2011 | Città del Messico       | Messico               | Auditorio Nacional                                     |
| 25 febbraio 2011 | Città del Messico       | Messico               | Auditorio Nacional                                     |
| 26 febbraio 2011 | Città del Messico       | Messico               | Auditorio Nacional                                     |
| 27 febbraio 2011 | Città del Messico       | Messico               | Auditorio Nacional                                     |
| 3 marzo 2011 | Città del Messico       | Messico               | Auditorio Nacional                                     |
| 4 marzo 2011 | Città del Messico       | Messico               | Auditorio Nacional                                     |
| 5 marzo 2011 | Città del Messico       | Messico               | Auditorio Nacional                                     |
| 6 marzo 2011 | Città del Messico       | Messico               | Auditorio Nacional                                     |
| 10 marzo 2011 | Città del Messico       | Messico               | Auditorio Nacional                                     |
| 11 marzo 2011 | Città del Messico       | Messico               | Auditorio Nacional                                     |
| 12 marzo 2011 | Città del Messico       | Messico               | Auditorio Nacional                                     |
| 13 marzo 2011 | Città del Messico       | Messico               | Auditorio Nacional                                     |
| 17 marzo 2011 | Guadalajara             | Messico               | Telmex Auditorium                                      |
| 18 marzo 2011 | Guadalajara             | Messico               | Telmex Auditorium                                      |
| 19 marzo 2011 | Guadalajara             | Messico               | Telmex Auditorium                                      |
| 20 marzo 2011 | Guadalajara             | Messico               | Telmex Auditorium                                      |
| 24 marzo 2011 | Monterrey               | Messico               | Auditorio Banamex                                      |
| 25 marzo 2011 | Monterrey               | Messico               | Auditorio Banamex                                      |
| 26 marzo 2011 | Monterrey               | Messico               | Auditorio Banamex                                      |
| 27 marzo 2011 | Monterrey               | Messico               | Auditorio Banamex                                      |
| 29 marzo 2011 | Puebla                  | Messico               | Universidad Iberoamericana                             |
| 31 marzo 2011 | León                    | Messico               | Poliforum León                                         |
| 2 aprile 2011 | San Luis Potosí         | Messico               | Estadio De Béisbol Veinte de Noviembre                 |
| 4 aprile 2011 | Torreón                 | Messico               | Estadio Corona                                         |
| 6 aprile 2011 | Querétaro               | Messico               | Estadio Corregidora                                    |
| 8 aprile 2011 | Veracruz                | Messico               | World Trade Center Veracruz                            |
| 9 aprile 2011 | Tuxtla Gutiérrez        | Messico               | Estadio Víctor Manuel Reyna                            |
| Centro America |                         |                       |                                                        |
| 12 aprile 2011 | Città del Guatemala     | Guatemala             | Estadio del Ejército                                   |
| 14 aprile 2011 | Tegucigalpa             | Honduras              | Estadio Chochi Sosa                                    |
| 16 aprile 2011 | San Salvador            | El Salvador           | Stadio Jorge "Mágico" González                         |
| Nord America |                         |                       |                                                        |
| 21 aprile 2011 | Acapulco                | Messico               | Forum de Mundo Imperial                                |
| 22 aprile 2011 | Acapulco                | Messico               | Forum de Mundo Imperial                                |
| 23 aprile 2011 | Acapulco                | Messico               | Forum de Mundo Imperial                                |
| 26 aprile 2011 | Oaxaca                  | Messico               | Estadio Benito Juárez                                  |
| 28 aprile 2011 | Cancún                  | Messico               | Estadio Andrés Quintana Roo                            |
| 30 aprile 2011 | Mérida                  | Messico               | Estadio Carlos Iturralde                               |
| 11 maggio 2011 | Santo Domingo           | Repubblica Dominicana | Estadio Quisqueya                                      |
| 14 maggio 2011 | San Juan                | Porto Rico            | José Miguel Agrelot Coliseum                           |
| 19 maggio 2011 | Miami                   | Stati Uniti d'America | AmericanAirlines Arena                                 |
| 21 maggio 2011 | Miami                   | Stati Uniti d'America | AmericanAirlines Arena                                 |
| 22 maggio 2011 | Orlando                 | Stati Uniti d'America | New UCF Arena                                          |
| 25 maggio 2011 | Brampton                | Canada                | Powerade Centre                                        |
| 27 maggio 2011 | Rosemont                | Stati Uniti d'America | Allstate Arena                                         |
| 29 maggio 2011 | Newark                  | Stati Uniti d'America | Prudential Center                                      |
| 1 giugno 2011 | Grand Prairie           | Stati Uniti d'America | Verizon Theatre at Grand Prairie                       |
| 3 giugno 2011 | Tucson                  | Stati Uniti d'America | Anselmo Valencia Tori Amphitheater                     |
| 4 giugno 2011 | El Paso                 | Stati Uniti d'America | El Paso County Coliseum                                |
| 5 giugno 2011 | Albuquerque             | Stati Uniti d'America | Sandia Casino Amphitheater                             |
| 8 giugno 2011 | Laredo                  | Stati Uniti d'America | Laredo Energy Arena                                    |
| 9 giugno 2011 | Hidalgo                 | Stati Uniti d'America | State Farm Arena                                       |
| 10 giugno 2011 | San Antonio             | Stati Uniti d'America | AT&T Center                                            |
| 11 giugno 2011 | Houston                 | Stati Uniti d'America | Toyota Center                                          |
| 17 giugno 2011 | Los Angeles             | Stati Uniti d'America | Gibson Amphitheatre                                    |
| 18 giugno 2011 | Fresno                  | Stati Uniti d'America | Save Mart Center                                       |
| 19 giugno 2011 | Phoenix                 | Stati Uniti d'America | Comerica Theatre                                       |
| 10 settembre 2011 | Chula Vista             | Stati Uniti d'America | Cricket Wireless Amphitheatre                          |
| 11 settembre 2011 | San Bernardino          | Stati Uniti d'America | San Manuel Amphitheater                                |
| 15 settembre 2011 | Las Vegas               | Stati Uniti d'America | The Colosseum at Caesars Palace                        |
| 16 settembre 2011 | Las Vegas               | Stati Uniti d'America | The Colosseum at Caesars Palace                        |
| 17 settembre 2011 | Las Vegas               | Stati Uniti d'America | The Colosseum at Caesars Palace                        |
| 18 settembre 2011 | Las Vegas               | Stati Uniti d'America | The Colosseum at Caesars Palace                        |
| Quarta parte (2012) |                         |                       |                                                        |
| Sud America |                         |                       |                                                        |
| 20 febbraio 2012 | Punta del Este          | Uruguay               | Conrad Hotel                                           |
| 22 febbraio 2012 | Viña del Mar            | Cile                  | Quinta Vergara Amphitheater (Festival di Viña del Mar) |
| Nord America |                         |                       |                                                        |
| 25 febbraio 2012 | Città del Messico       | Messico               | Mexico City Arena                                      |
| 26 febbraio 2012 | Città del Messico       | Messico               | Mexico City Arena                                      |
| 28 febbraio 2012 | Tampico                 | Messico               | Expo Tampico                                           |
| 1 marzo 2012 | Monterrey               | Messico               | Monterrey Arena                                        |
| 2 marzo 2012 | Monterrey               | Messico               | Monterrey Arena                                        |
| Centro America |                         |                       |                                                        |
| 4 marzo 2012 | San José                | Costa Rica            | Estadio Ricardo Saprissa                               |
| 6 marzo 2012 | Panama (città)          | Panama                | Figali Convention Center                               |
| Sud America |                         |                       |                                                        |
| 8 marzo 2012 | San Paolo               | Brasile               | Credicard Hall                                         |
| 9 marzo 2012 | San Paolo               | Brasile               | Credicard Hall                                         |
| 11 marzo 2012 | Rio de Janeiro          | Brasile               | Citibank Hall                                          |
| 13 marzo 2012 | Quito                   | Ecuador               | Coliseo General Rumiñahui                              |
| 15 marzo 2012 | Guayaquil               | Ecuador               | Estadio Modelo Alberto Spencer Herrera                 |
| 17 marzo 2012 | Valencia                | Venezuela             | Parque Musical Evenpro                                 |
| 18 marzo 2012 | Caracas                 | Venezuela             | Estadio de Fútbol de la Universidad Simón Bolívar      |
| Europa |                         |                       |                                                        |
| 27 aprile 2012 | Santiago di Compostela  | Spagna                | Pabellón Multiusos Fontes do Sar                       |
| 28 aprile 2012 | Cáceres                 | Spagna                | Pabellon Multiusos Ciudad de Caceres                   |
| 30 aprile 2012 | Palma di Maiorca        | Spagna                | Plaza de Toros de Mallorca                             |
| 4 maggio 2012 | Alicante                | Spagna                | Auditorio de IFA                                       |
| 5 maggio 2012 | Malaga                  | Spagna                | Palacio de Deportes José María Martín Carpena          |
| 6 maggio 2012 | Siviglia                | Spagna                | Palacio Municipal de los Deportes San Pablo            |
| Lo spettacolo pianificato per l'8 maggio nel Estadio Municipal Maspalomas di Gran Canaria è stato annullato e non riprogrammato. |                         |                       |                                                        |
| 10 maggio 2012 | Barcellona              | Spagna                | Palau Sant Jordi                                       |
| 11 maggio 2012 | Madrid                  | Spagna                | Palacio de Deportes de la Comunidad de Madrid          |
| 12 maggio 2012 | Madrid                  | Spagna                | Palacio de Deportes de la Comunidad de Madrid          |
| Nord America |                         |                       |                                                        |
| 30 agosto 2012 | Fresno                  | Stati Uniti d'America | Save Mart Center                                       |
| 2 settembre 2012 | San Antonio             | Stati Uniti d'America | Alamodome (Festival People en Español)                 |
| 4 settembre 2012 | Ciudad Juárez           | Messico               | Estadio Olímpico Benito Juárez                         |
| 6 settembre 2012 | Highland                | Stati Uniti d'America | San Manuel Indian Bingo & Casino                       |
| 7 settembre 2012 | Irvine                  | Stati Uniti d'America | Verizon Wireless Amphitheatre                          |
| 8 settembre 2012 | Tijuana                 | Messico               | Estadio Caliente                                       |
| 9 settembre 2012 | Mexicali                | Messico               | Estadio Casas GEO                                      |
| 13 settembre 2012 | Las Vegas               | Stati Uniti d'America | The Colosseum at Caesars Palace                        |
| 14 settembre 2012 | Las Vegas               | Stati Uniti d'America | The Colosseum at Caesars Palace                        |
| 15 settembre 2012 | Las Vegas               | Stati Uniti d'America | The Colosseum at Caesars Palace                        |
| Sud America |                         |                       |                                                        |
| Lo spettacolo in programma per ottobre 10 nel Velodromo Comunale di Montevideo è stato annullato e non riprogrammato.            |                         |                       |                                                        |
| 13 ottobre 2012 | Corrientes              | Argentina             | Estadio Club Huracán                                   |
| 15 ottobre 2012 | Buenos Aires            | Argentina             | La Rural                                               |
| 16 ottobre 2012 | Buenos Aires            | Argentina             | Estadio G.E.B.A.                                       |
| 17 ottobre 2012 | Buenos Aires            | Argentina             | Estadio G.E.B.A.                                       |
| 19 ottobre 2012 | Buenos Aires            | Argentina             | Estadio G.E.B.A.                                       |
| 20 ottobre 2012 | Buenos Aires            | Argentina             | Estadio G.E.B.A.                                       |
| 21 ottobre 2012 | Buenos Aires            | Argentina             | Estadio G.E.B.A.                                       |
| 22 ottobre 2012 | Buenos Aires            | Argentina             | La Rural                                               |
| 24 ottobre 2012 | Rosario                 | Argentina             | Hipódromo del Parque Independencia                     |
| 26 ottobre 2012 | Córdoba                 | Argentina             | Orfeo Superdomo                                        |
| 27 ottobre 2012 | Córdoba                 | Argentina             | Orfeo Superdomo                                        |
| 30 ottobre 2012 | Antofagasta             | Cile                  | Ruinas de Huanchaca                                    |
| 1 novembre 2012 | Santiago del Cile       | Cile                  | Movistar Arena                                         |
| 2 novembre 2012 | Santiago del Cile       | Cile                  | Movistar Arena                                         |
| 3 novembre 2012 | Santiago del Cile       | Cile                  | Movistar Arena                                         |
| 4 novembre 2012 | Mostazal                | Cile                  | Casino Monticello                                      |
| 6 novembre 2012 | Concepción              | Cile                  | Estadio Municipal de Concepción                        |
| Nord America |                         |                       |                                                        |
| 31 gennaio 2013 | Città del Messico       | Messico               | Auditorio Nacional                                     |
| 1 febbraio 2013 | Città del Messico       | Messico               | Auditorio Nacional                                     |
| 2 febbraio 2013 | Città del Messico       | Messico               | Auditorio Nacional                                     |
| 3 febbraio 2013 | Città del Messico       | Messico               | Auditorio Nacional                                     |
| 7 febbraio 2013 | Pachuca                 | Messico               | Estadio Hidalgo                                        |
| 8 febbraio 2013 | Città del Messico       | Messico               | Auditorio Nacional                                     |
| 9 febbraio 2013 | Città del Messico       | Messico               | Auditorio Nacional                                     |
| 10 febbraio 2013 | Città del Messico       | Messico               | Auditorio Nacional                                     |
| 14 febbraio 2013 | Città del Messico       | Messico               | Auditorio Nacional                                     |
| 15 febbraio 2013 | Città del Messico       | Messico               | Auditorio Nacional                                     |
| 16 febbraio 2013 | Città del Messico       | Messico               | Auditorio Nacional                                     |
| 17 febbraio 2013 | Città del Messico       | Messico               | Auditorio Nacional                                     |
| 19 febbraio 2013 | Aguascalientes          | Messico               | Estadio de Béisbol Alberto Romo Chávez                 |
| 21 febbraio 2013 | Guadalajara             | Messico               | Telmex Auditorium                                      |
| 22 febbraio 2013 | Guadalajara             | Messico               | Telmex Auditorium                                      |
| 23 febbraio 2013 | Guadalajara             | Messico               | Telmex Auditorium                                      |
| 26 febbraio 2013 | León                    | Messico               | Poliforum León                                         |
| 28 febbraio 2013 | Tampico                 | Messico               | Expo Tampico                                           |
| Lo spettacolo previsto per il 1 marzo nella Auditorio Banamex di Monterrey è stato annullato e ri-programmato al 3 marzo.        |                         |                       |                                                        |
| 2 marzo 2013 | Monterrey               | Messico               | Auditorio Banamex                                      |
| 3 marzo 2013 | Monterrey               | Messico               | Auditorio Banamex                                      |
| 4 marzo 2013 | Tepic                   | Messico               | Feria del Pueblo                                       |
| 5 marzo 2013 | Guadalajara             | Messico               | Telmex Auditorium                                      |
| 6 marzo 2013 | Guadalajara             | Messico               | Telmex Auditorium                                      |
| 8 marzo 2013 | Città del Messico       | Messico               | Auditorio Nacional                                     |
| 9 marzo 2013 | Città del Messico       | Messico               | Auditorio Nacional                                     |
| 10 marzo 2013 | Città del Messico       | Messico               | Auditorio Nacional                                     |
| 11 marzo 2013 | Monterrey               | Messico               | Auditorio Banamex                                      |
| 13 marzo 2013 | Chihuahua               | Messico               | Estadio Olímpico de la UACH                            |
| 15 marzo 2013 | Hermosillo              | Messico               | Estadio Héroe de Nacozari                              |
| 17 marzo 2013 | Culiacán                | Messico               | Estadio Banorte                                        |
| 20 marzo 2013 | Città del Messico       | Messico               | Auditorio Nacional                                     |
| 21 marzo 2013 | Città del Messico       | Messico               | Auditorio Nacional                                     |
| 22 marzo 2013 | Acapulco                | Messico               | Forum de Mundo Imperial                                |
| 23 marzo 2013 | Puebla                  | Messico               | Auditorio Siglo XXI                                    |
| Nord America |                         |                       |                                                        |
| 31 agosto 2013 | Willemstad              | Curaçao               | World Trade Center Curaçao (North Sea Jazz Festival)   |
| 10 settembre 2013 | Delicias                | Messico               | Delicas                                                |
| 11 settembre 2013 | El Paso                 | Stati Uniti d'America | Don Haskins Center                                     |
| 13 settembre 2013 | Las Vegas               | Stati Uniti d'America | The Colosseum at Caesars Palace                        |
| 14 settembre 2013 | Las Vegas               | Stati Uniti d'America | The Colosseum at Caesars Palace                        |
| 15 settembre 2013 | Las Vegas               | Stati Uniti d'America | The Colosseum at Caesars Palace                        |
| 17 settembre 2013 | Temecula                | Stati Uniti d'America | Pechanga Resort and Casino                             |
| 19 settembre 2013 | Tucson                  | Stati Uniti d'America | Anselmo Valencia Tori Amphitheater                     |
| 20 settembre 2013 | Indio                   | Stati Uniti d'America | Fantasy Springs Resort Casino                          |
| 21 settembre 2013 | Reno                    | Stati Uniti d'America | Reno Events Center                                     |
| 22 settembre 2013 | Bakersfield             | Stati Uniti d'America | Kern County Fairgrounds                                |
| 24 settembre 2013 | Grand Prairie           | Stati Uniti d'America | Verizon Theatre at Grand Prairie                       |
| 25 settembre 2013 | Austin                  | Stati Uniti d'America | Frank Erwin Center                                     |
| 2 novembre 2013 | La Romana               | Repubblica Dominicana | Altos de Chavón                                        |
| Sud America |                         |                       |                                                        |
| 7 novembre 2013 | Lima                    | Perù                  | Jockey Club del Perú                                   |
| 9 novembre 2013 | Caracas                 | Venezuela             | Estadio de Fútbol de la Universidad Simón Bolívar      |
| 10 novembre 2013 | Valencia                | Venezuela             | Forum de Valencia                                      |
| 12 novembre 2013 | Tunja                   | Colombia              | Estadio La Independencia                               |
| 14 novembre 2013 | Medellín                | Colombia              | Plaza de Toros La Macarena                             |
| 15 novembre 2013 | Bogotà                  | Colombia              | C.C Bima                                               |
| 16 novembre 2013 | Barranquilla            | Colombia              | Estadio Tomás Arrieta                                  |
| Nord America |                         |                       |                                                        |
| 30 novembre 2013 | Tijuana                 | Messico               | Estadio Caliente                                       |
| 1 dicembre 2013 | Mexicali                | Messico               | Plaza de Toros Calafia                                 |
| 4 dicembre 2013 | Metepec                 | Messico               | Explanada del Recinto Ferial                           |
| 5 dicembre 2013 | Città del Messico       | Messico               | Auditorio Nacional                                     |
| 6 dicembre 2013 | Città del Messico       | Messico               | Auditorio Nacional                                     |
| 7 dicembre 2013 | Monterrey               | Messico               | Auditorio Banamex                                      |
| 8 dicembre 2013 | Monterrey               | Messico               | Auditorio Banamex                                      |
| 10 dicembre 2013 | San Luis Potosí         | Messico               | El Domo                                                |
| 13 dicembre 2013 | Guadalajara             | Messico               | Telmex Auditorium                                      |
| 14 dicembre 2013 | Guadalajara             | Messico               | Telmex Auditorium                                      |
| 15 dicembre 2013 | Puebla                  | Messico               | Auditorio Siglo XXI                                    |
| 17 dicembre 2013 | Querétaro               | Messico               | Auditorio Josefa Ortiz de Domínguez                    |
| 18 dicembre 2013 | Veracruz                | Messico               | World Trade Center Veracruz                            |
| 19 dicembre 2013 | Villahermosa            | Messico               | Teatro Parque Tabasco                                  |
| 20 dicembre 2013 | Mérida                  | Messico               | Estadio Carlos Iturralde                               |
| 21 dicembre 2013 | Cancún                  | Messico               | Mandala Beach Club                                     |
| 1095 Giorni | 95 Città                | 22 Paesi              | 104 Luoghi                                             |

## Gruppo
- Chitarra elettrica e acustica: Todd Robinson
- Basso: Lalo Carrillo
- Piano: Francisco Loyo
- Tastiere e programmazione: Salo Loyo
- Batteria: Victor Loyo
- Percussione: Tommy Aros
- Sassofono: Jeff Nathanson
- Sassofono: Terry Landry
- Sassofono: Albert Wing
- Tromba: Serafin Aguilar
- Tromba: Ramón Flores
- Tromba: Peter Olstad
- Trombone: Alejandro Carballo
- Cori: Vie Le (2010-2011), Kacee Clanton (2010-2012).
- Cori: Lucila Polak (2012), Kasia Sowinska (2012-2013).